# Антоніо Флюв'ян де ла Рів'єр
Антоніо Флюв'ян де ла Рів'єр, також Антуан Флувіан де ла Рів'єр, Антоній Флувіан, Антоній Ріпан, Антоній Флувіані, Антоніо де Флувія (помер 29 жовтня 1437 рр.) — 35-й Великий магістр лицарів-госпітальєрів (з 1421 р. до 1437 р.).

## Біографія
Антоніо Флюв'ян де ла Рів'єр був арагонським дворянином. Його сім'я походила з Гісони в Урхельському графстві і була названа на честь річки Флувія. У 1413 році він підтримав графа Хайме II Урхельського у його боротьбі проти короля Арагону Фернандо I, який був визнаний королем Арагону замість Хайме внаслідок компромісного рішення в Каспі, в 1412 р. Після провалу повстання він покинув країну і приєднався до ордену Святого Іоана на Родосі, до якого вже належали деякі його родичі.

### Служба в ордені
В 1419 році він став лейтенантом Великого магістра і великим пріором Кіпру в 1420 році. У 1421 році він був обраний наступником покійного великого магістра Філібера де Найяка. В цей час острову загрожувала значна небезпека через активізацію турків і єгиптян, які готувались до нападу на Родос та озброювали свої судна і галери в Мармарисі та Анталії.
Зважаючи на ці загрози, він зміцнив укріплення Родосу — щит з його гербом все ще можна побачити на будівлях міста. Також він активізував зусилля для покращення постачання їжі в Родос, частково власними коштами сплатив борги ордену (12 000 флоринів) та запровадив нові збори з європейських відділень ордену. Так, було зібрано 100 000 золотих флоринів, які лицар, якому дано доручення зібрати кошти — Джованні Старігес, без дозволу Великого магістра передав королю Неаполя Альфонсо V для озброєння флоту. Натомість король ці кошти привласнив і не забезпечив орден флотом. За це Джованні Старігеса було вигнано з ордену. Великий магістр також дав наказ направити з кожного європейського командування по 25 лицарів з їх допоміжними військами на Родос.
Він сприяв піратству проти єгипетських мамелюків. Він також підтримував Короля Кіпру Януса в боротьбі проти мамелюків, поки йому не довелося припинити боротьбу після важких поразок у 1427 році. Дипломатичними методами він керував визволенням кіпрського короля Іоанна II, вів перемир'я між єгипетським султаном і королем Арагону Альфонсо V, брав участь в Флорентійський собор. У 1428 році він наказав побудувати архів ордену і того ж року на острові встановлено окремі випадки чуми.
Після його смерті (29 жовтня 1437 року) залишилась значна сума коштів (10 000 золотих флоринів), призначена на будівництво лікарні, яке відбулось в період з 1440 по 1489 роки вже за його наступника 40-го Великого магістра ордену П'єра Д'Обюссона. Зараз та лікарня це нинішній археологічний музей міста Родос.